# Just Dance 2020
Just Dance 2020 es el undécimo juego de la serie Just Dance, desarrollada por Ubisoft. Su lanzamiento inicial para las consolas en las que está disponible fue el 5 de noviembre de 2019. Fue anunciado oficialmente en la conferencia de prensa de Ubisoft en la E3 2019 el 10 de junio de 2019. Es el primer juego Just Dance que será lanzado para la plataforma de streaming Google Stadia, también el primero desde Just Dance 3 y Just Dance 4 que no estará disponible para Xbox 360, PlayStation 3, y Wii U respectivamente, además de ser de los últimos juegos para la consola Wii después de 10 años.

## Modo de juego
Como en las anteriores entregas, el jugador tiene que seguir al entrenador de la pantalla como si este fuera su reflejo en un espejo. Dependiendo del desempeño del jugador se irá marcando la puntuación con X, OK, GOOD, SUPER, PERFECT y YEAH (en el caso de los Gold Moves o Movimientos de oro). En las versiones de Nintendo Switch, Xbox One y PlayStation 4 puedes usar Just Dance Controller en un teléfono inteligente como método alternativo para jugar y única en Google Stadia, hasta 6 jugadores se pueden conectar a una misma consola. Como novedad de esta saga, también se implementaron 2 modos nuevos en el juego llamados: modo Cooperativo y modo All-Stars. El modo Cooperativo vuelve después de ser descontinuado desde el Just Dance 2017.

## Desarrollo
El 10 de junio de 2019, fue anunciado oficialmente Just Dance 2020, en la conferencia de prensa de Ubisoft del E3 2019, y se anunciaron también las primeras 12 canciones: Bad Boy, Bangarang, Con Calma, God Is a Woman, High Hopes, I Like It, Kill This Love, Policeman, Rain Over Me, Sushi, Skibidi y Vodovorot.
El 20 de agosto de 2019, fue anunciada la segunda parte del listado de canciones en la Gamescom 2019, anunciando oficialmente 13 canciones: 365, Baby Shark, Bassa Sababa, Con Altura, Fit But You Know It, I Am the Best, Just an Illusion, My New Swag, Old Town Road (Remix), Só Depois do Carnaval, Taki Taki, Tel Aviv y The Time (Dirty Bit).
El 26 de septiembre de 2019, fueron anunciadas las canciones Keep in Touch y Stop Movin'.
El 27 de septiembre de 2019, fue anunciada la canción Ma Itù.
El 3 de octubre de 2019, fueron anunciadas las canciones Fancy Footwork y Soy Yo. También se lanzó la canción exclusiva para Rusia y para el resto del mundo en Unlimited Кружит.
El 9 de octubre de 2019, fueron anunciadas las canciones FANCY y Ugly Beauty.
El 16 de octubre de 2019, fue anunciada la canción 7 Rings.
El 17 de octubre de 2019, fue anunciada la canción Talk.
El 18 de octubre de 2019, fue anunciado el nuevo modo en conmemoración a los 10 años de la serie, llamado All Stars.
El 24 de octubre de 2019, fueron anunciadas las canciones Get Busy, I Don't Care y Le Bal Masqué.
El 31 de octubre de 2019, fueron anunciadas las canciones Always Look on The Bright Side of Life, Bad Guy y Everybody (Backstreet's Back). También se lanzó la canción exclusiva para Países Bajos y para el resto del mundo en Unlimited 10.000 Luchtballonnen.
El 1 de noviembre de 2019, fueron anunciadas las versiones alternativas de las canciones 7 Rings, Bangarang, God Is a Woman, I Am The Best, Kill This Love, Old Town Road (Remix), Rain Over Me, Soy Yo, Sushi, Talk, Taki Taki y The Time (Dirty Bit).
El 4 de noviembre de 2019, se anunció el listado completo de las canciones, anunciando la canción Infernal Galop (Can-Can) y la versión alternativa de Bad Guy.
El 22 de noviembre de 2019, fue anunciada la canción Into the Unknown.
El 5 de diciembre de 2019, fue anunciada en Unlimited la canción Djadja.
El 19 de diciembre de 2019, fue anunciada en Unlimited la canción Panini.
El 16 de enero de 2020, fue anunciado el evento «Winter Wonderland: Season 1», anunciando para Unlimited la canción Sucker, como parte del evento.
El 23 de enero de 2020, fue lanzada en Unlimited la canción Don't Call Me Up, como parte del evento «Winter Wonderland».
El 30 de enero de 2020, fue lanzada en Unlimited la canción 1999, como parte del evento «Winter Wonderland».
El 14 de mayo de 2020, fue anunciado el evento «Feel the Power: Season 2», anunciando para Unlimited la canción Woman Like Me, como parte del evento.
El 21 de mayo de 2020 fue lanzada en unlimited la canción X como parte del evento Feel The Power.
El 28 de mayo de 2020 fue lanzada en unlimited la alternativa de Boys como parte del evento Feel the Power.
El 23 de julio de 2020 Fue anunciado el evento Virtual Paradise anunciando en unlimited la canción Hype como parte del evento.
El 30 de julio de 2020 Fue lanzada en unlimited la canción La Respuesta como parte del evento Virtual Paradise.
El 6 de agosto de 2020 fue lanzada en unlimited la canción Crayon como parte del evento Virtual Paradise.
El 13 de agosto de 2020 fue lanzada en unlimited la canción White Noise como parte del evento Virtual Paradise.
El 10 de septiembre de 2020 Fue anunciado el evento Its Showtime lanzando x 1 semana la canción Without Me (JD2021).

## Lista de canciones
Just Dance 2020 se compone de los siguientes 42 sencillos musicales.
| Canción                                            | Artista                                                   | Año  | Modo     | Dificultad | Intensidad | Bailarín(a/es/as) |
| -------------------------------------------------- | --------------------------------------------------------- | ---- | -------- | ---------- | ---------- | ----------------- |
| 365                                                | Zedd & Katy Perry                                         | 2019 | Solo     | Fácil      | Baja       | ♀                 |
| 7 Rings (JDU2019)                                  | Ariana Grande                                             | 2019 | Solo     | Normal     | Moderada   | ♀                 |
| Always Look On The Bright Side Of Life (*) (8-Gen) | The Frankie Bostello Orchestra (Original de Monty Python) | 1979 | Cuarteto | Fácil      | Baja       | ♂/♀/♂/♂           |
| Baby Shark                                         | Pinkfong                                                  | 2015 | Dueto    | Fácil      | Baja       | ♀/♂               |
| Bad Boy                                            | Riton & Kah-Lo                                            | 2018 | Dueto    | Fácil      | Moderada   | ♀/♀               |
| bad guy                                            | Billie Eilish                                             | 2019 | Solo     | Fácil      | Baja       | ♀                 |
| Bangarang                                          | Skrillex feat. Sirah                                      | 2012 | Solo     | Normal     | Moderada   | ♂                 |
| Bassa Sababa                                       | Netta                                                     | 2019 | Solo     | Fácil      | Baja       | ♀                 |
| Con Altura                                         | Rosalia feat. J Balvin & El Guincho                       | 2019 | Solo     | Normal     | Baja       | ♀                 |
| Con Calma                                          | Daddy Yankee feat. Snow                                   | 2019 | Dueto    | Normal     | Baja       | ♂/♂               |
| Everybody (Backstreet's Back) (*)                  | Millennium Alert (Original de Backstreet Boys)            | 1997 | Cuarteto | Fácil      | Moderada   | ♂/♂/♂/♂           |
| Fancy                                              | Twice                                                     | 2019 | Trío     | Normal     | Baja       | ♀/♀/♀             |
| Fancy Footwork                                     | Chromeo                                                   | 2007 | Solo     | Difícil    | Moderada   | ♂                 |
| Fit But You Know It                                | The Streets                                               | 2004 | Solo     | Fácil      | Intensa    | ♂                 |
| Get Busy (C)                                       | Koyotie                                                   | 2019 | Dueto    | Normal     | Moderada   | ♀/♀               |
| God Is a Woman                                     | Ariana Grande                                             | 2018 | Solo     | Fácil      | Baja       | ♀                 |
| High Hopes (AS)                                    | Panic! at the Disco                                       | 2018 | Cuarteto | Normal     | Moderada   | ♂/♀/♂/♀           |
| I'm the Best                                       | 2NE1                                                      | 2011 | Trío     | Difícil    | Moderada   | ♀/♀/♀             |
| I Don't Care                                       | Ed Sheeran feat. Justin Bieber                            | 2019 | Solo     | Fácil      | Moderada   | ♂                 |
| I Like It                                          | Cardi B, Bad Bunny & J Balvin                             | 2018 | Trío     | Normal     | Baja       | ♂/♀/♂             |
| Infernal Galop (Can-Can) (*)                       | The Just Dance Orchestra (Original de Jacques Offenbach)  | 1858 | Dueto    | Normal     | Intensa    | ♀/♀               |
| Into The Unknown (8-Gen)                           | Idina Menzel (Disney Frozen 2)                            | 2019 | Solo     | Fácil      | Baja       | ♀                 |
| Just an Illusion (*)                               | Equinox Stars (Original de Imagination)                   | 1982 | Dueto    | Normal     | Moderada   | ♂/♂               |
| Keep in Touch                                      | JD McCrary                                                | 2019 | Solo     | Normal     | Baja       | ♂                 |
| Kill This Love                                     | BLACKPINK                                                 | 2019 | Cuarteto | Difícil    | Moderada   | ♀/♀/♀/♀           |
| Le Bal Masqué (*)                                  | Dr. Creole (Original de La Compagnie Créole)              | 1984 | Cuarteto | Fácil      | Moderada   | ♂/♀/♂/♀           |
| MA ITU                                             | Stella Mwangi                                             | 2019 | Solo     | Difícil    | Moderada   | ♀                 |
| My New Swag                                        | VAVA feat. Ty. & Nina Wang                                | 2017 | Solo     | Difícil    | Moderada   | ♀                 |
| Old Town Road (Remix)                              | Lil Nas X feat. Billy Ray Cyrus                           | 2019 | Solo     | Fácil      | Mínima     | ♂                 |
| Policeman                                          | Eva Simons feat. Konshens                                 | 2015 | Trío     | Normal     | Moderada   | ♂/♀/♂             |
| Rain Over Me                                       | Pitbull feat. Marc Anthony                                | 2011 | Solo     | Fácil      | Baja       | ♀                 |
| Skibidi                                            | Little Big                                                | 2018 | Dueto    | Fácil      | Intensa    | ♂/♀               |
| Só Depois do Carnaval                              | Lexa                                                      | 2019 | Solo     | Normal     | Moderada   | ♀                 |
| Soy Yo                                             | Bomba Estéreo                                             | 2015 | Solo     | Normal     | Moderada   | ♀                 |
| Stop Movin'                                        | Royal Republic                                            | 2019 | Trío     | Normal     | Moderada   | ♂/♀/♂             |
| Sushi                                              | Merk & Kremont                                            | 2018 | Solo     | Fácil      | Moderada   | ♂                 |
| Taki Taki                                          | DJ Snake feat. Selena Gomez, Ozuna & Cardi B              | 2018 | Solo     | Normal     | Baja       | ♀                 |
| The Time (Dirty Bit)                               | The Black Eyed Peas                                       | 2010 | Cuarteto | Normal     | Moderada   | ♂/♀/♂/♀           |

- Un "(*)" indica que la canción es un «cover» no la original.
- Una "(AS)" indica que la canción se desbloquea después de completar los 10 planetas del modo All-Stars.
- Una "(C)" indica que la canción se podrá desbloquear con un código.
- Un "(JDU2019)" indica que la canción apareció en Just Dance Unlimited de Just Dance 2019 por tiempo limitado.
- Un "(8-Gen)" indica que la canción solo está disponible en las consolas de octava generación.

## Modo Alternativo
Just Dance 2020 también se compone de rutinas alternativas de los sencillos principales.13 son los sencillos que pertenecen a este modo de juego.
| Canción               | Artista                                      | Año  | Nombre                 | Modo  | Dificultad | Intensidad | Bailarín(a/es/as) |
| --------------------- | -------------------------------------------- | ---- | ---------------------- | ----- | ---------- | ---------- | ----------------- |
| 7 Rings               | Ariana Grande                                | 2019 | Versión Extrema        | Solo  | Extrema    | Intensa    | ♀                 |
| bad guy (8-Gen)       | Billie Eilish                                | 2019 | Versión Billie         | Solo  | Extrema    | Moderada   | ♀                 |
| Bangarang             | Skrillex feat. Sirah                         | 2012 | Versión Extrema        | Solo  | Extrema    | Intensa    | ♂                 |
| God Is a Woman        | Ariana Grande                                | 2018 | Versión Diosa          | Solo  | Normal     | Baja       | ♀                 |
| I Am the Best         | 2NE1                                         | 2011 | Versión Extrema        | Solo  | Extrema    | Intensa    | ♂                 |
| Kill This Love        | Blackpink                                    | 2019 | Versión Extrema        | Solo  | Extrema    | Intensa    | ♀                 |
| Old Town Road (Remix) | Lil Nas X feat. Billy Ray Cyrus              | 2019 | Versión Baile En Línea | Trío  | Fácil      | Baja       | ♂/♀/♂             |
| Rain Over Me          | Pitbull feat. Marc Anthony                   | 2011 | Versión Extrema        | Solo  | Extrema    | Intensa    | ♂                 |
| Soy Yo                | Bomba Estéreo                                | 2015 | Versión Serpiente      | Dueto | Normal     | Moderada   | ♂/♀               |
| Sushi                 | Merk & Kremont                               | 2018 | Versión Extrema        | Solo  | Extrema    | Intensa    | ♀                 |
| Taki Taki             | DJ Snake feat. Selena Gomez, Ozuna & Cardi B | 2018 | Versión Cavernícola    | Dueto | Normal     | Moderada   | ♂/♂               |
| Talk                  | Khalid                                       | 2019 | Versión Extrema        | Solo  | Extrema    | Intensa    | ♀                 |
| The Time (Dirty Bit)  | The Black Eyed Peas                          | 2010 | Versión Extrema        | Solo  | Extrema    | Intensa    | ♀                 |

- Un (8-Gen) indica que la rutina solo está disponible en las consolas de octava generación y Nintendo Switch, pero se necesita conexión a internet para ser reproducida.

## Características
| Generación                               | Séptima (Videoconsolas) | Octava (Videoconsolas)                                   |
| Plataformas                              | Wii                     | Nintendo Switch, Xbox One, PlayStation 4 y Google Stadia |
| ---------------------------------------- | ----------------------- | -------------------------------------------------------- |
| Más de 40 canciones nuevas               | Sí                      | Sí                                                       |
| Nuevo modo All-Stars                     | No                      | Sí                                                       |
| Nuevo modo Cooperativo                   | No                      | Sí                                                       |
| Listas de reproducciones personalizadas  | Sí                      | Sí                                                       |
| Modo Sweat                               | Sí                      | Sí                                                       |
| Ubisoft Club                             | No                      | Sí                                                       |
| World Dance Floor                        | No                      | Sí                                                       |
| Compatibilidad con Just Dance Controller | No                      | Sí                                                       |
| Just Dance Unlimited                     | No                      | Sí                                                       |
| Modo Kids                                | Sí                      | Sí                                                       |

## Características específicas
| Generación                        | Séptima (Videoconsolas) | Octava (Videoconsolas)                                   |
| Plataformas                       | Wii                     | Nintendo Switch, Xbox One, PlayStation 4 y Google Stadia |
| --------------------------------- | ----------------------- | -------------------------------------------------------- |
| SUPERSTAR                         | Sí                      | Sí                                                       |
| MEGASTAR                          | Sí                      | Sí                                                       |
| Sonidos de avatares               | No                      | Sí                                                       |
| Color de menú en general          | Verde                   | Blanco                                                   |
| Nuevo efecto de Gold Move         | No                      | Sí                                                       |
| Pictogramas al ritmo de la música | No                      | Sí                                                       |
| Nivel de Dancer Card              | No                      | Sí                                                       |

## Just Dance Unlimited
Al igual que sus predecesores Just Dance 2016, Just Dance 2017, Just Dance 2018 y Just Dance 2019, el juego ofrece un servicio de streaming como contenido adicional llamado Just Dance Unlimited, que incluye canciones antiguas y nuevas, e incluso versiones alternativas. Este servicio es exclusivo para quienes tengan suscripción en las consolas Nintendo Switch, PlayStation 4 y Xbox One y el servicio de streaming Google Stadia. A continuación, se detallan los sencillos exclusivos para este servicio.
| Canción                                  | Artista                        | Año  | Modo       | Dificultad | Intensidad | Bailarín(a/es/as) | Fecha estreno                                                                      | Videojuego estreno |
| ---------------------------------------- | ------------------------------ | ---- | ---------- | ---------- | ---------- | ----------------- | ---------------------------------------------------------------------------------- | ------------------ |
| Cheerleader                              | OMI                            | 2014 | Dance Crew | Fácil      | Baja       | ♂/♀/♂/♀           | 20 de octubre de 2015                                                              | Just Dance 2016    |
| Улыбайся (SMILE)                         | IOWA                           | 2012 | Solo       | Fácil      | Moderada   | ♀                 | 20 de octubre de 2015                                                              | Just Dance 2016    |
| Better When I'm Dancin                   | Meghan Trainor                 | 2015 | Solo       | Normal     | Moderada   | ♀                 | 25 de noviembre de 2015                                                            | Just Dance 2016    |
| Shut Up And Dance                        | Walk the Moon                  | 2014 | Dúo        | Difícil    | Moderada   | ♀/♂               | 20 de enero de 2016                                                                | Just Dance 2016    |
| Get Ugly                                 | Jason Derulo                   | 2015 | Trío       | Normal     | Moderada   | ♀/♂/♀             | 26 de febrero de 2016                                                              | Just Dance 2016    |
| Taste the Feeling                        | Avicii & Conrad Sewell         | 2016 | Solo       | Fácil      | Mínima     | ♂                 | 10 de marzo de 2016                                                                | Just Dance 2016    |
| Taste the Feeling (A)                    | Avicii & Conrad Sewell         | 2016 | Solo       | Normal     | Mínima     | ♀                 | 11 de julio de 2016                                                                | Just Dance 2016    |
| Am I Wrong                               | Nico & Vinz                    | 2013 | Solo       | Normal     | Baja       | ♂                 | 21 de abril de 2016                                                                | Just Dance 2016    |
| Hold My Hand                             | Jess Glynne                    | 2015 | Solo       | Fácil      | Baja       | ♂                 | 19 de mayo de 2016                                                                 | Just Dance 2016    |
| Youth                                    | Troye Sivan                    | 2016 | Solo       | Fácil      | Baja       | ♂                 | 25 de octubre de 2016                                                              | Just Dance 2017    |
| Имя 505 (Imya 505)                       | Vremya i Steklo                | 2015 | Solo       | Normal     | Baja       | ♀                 | 25 de octubre de 2016                                                              | Just Dance 2017    |
| Ona Tańczy Dla Mnie                      | Weekend                        | 2012 | Dúo        | Normal     | Moderada   | ♀/♂               | 25 de octubre de 2016                                                              | Just Dance 2017    |
| Je Sais Pas Danser                       | Natoo                          | 2016 | Solo       | Fácil      | Baja       | ♀                 | 25 de octubre de 2016                                                              | Just Dance 2017    |
| The Greatest                             | Sia                            | 2016 | Solo       | Fácil      | Baja       | ♀                 | 24 de noviembre de 2016                                                            | Just Dance 2017    |
| Juju on that Beat (TZ Anthem)            | Zay Hilfigerrr & Zayion McCall | 2016 | Dúo        | Normal     | Baja       | ♂/♂               | 21 de diciembre de 2016                                                            | Just Dance 2017    |
| Chiwawa (A)                              | Wanko Ni Mero Mero             | 2016 | Solo       | Normal     | Moderada   | ♀                 | 26 de enero de 2017                                                                | Just Dance 2017    |
| Don't Worry                              | Madcon feat. Ray Dalton        | 2015 | Dúo        | Fácil      | Moderada   | ♂/♂               | 26 de enero de 2017                                                                | Just Dance 2017    |
| Me Too                                   | Meghan Trainor                 | 2016 | Solo       | Fácil      | Baja       | ♀                 | 23 de febrero de 2017                                                              | Just Dance 2017    |
| How Deep Is Your Love                    | Calvin Harris & Disciples      | 2015 | Solo       | Fácil      | Baja       | ♀                 | 3 de marzo de 2017 (Nintendo Swich) 22 de junio de 2017 (PC, Xbox One, Wii U, PS4) | Just Dance 2017    |
| HandClap                                 | Fitz and The Tantrums          | 2016 | Trío       | Normal     | Moderada   | ♂/♀/♂             | 23 de marzo de 2017                                                                | Just Dance 2017    |
| Don't Let Me Down                        | The Chainsmokers feat. Daya    | 2016 | Dúo        | Fácil      | Baja       | ♀/♀               | 20 de abril de 2017                                                                | Just Dance 2017    |
| Ain't My Fault                           | Zara Larsson                   | 2016 | Solo       | Normal     | Moderada   | ♀                 | 30 de mayo de 2017                                                                 | Just Dance 2017    |
| Wake Me Up Before You Go-Go (A)          | Wham!                          | 1984 | Dúo        | Fácil      | Baja       | ♂/♀               | 21 de julio de 2017                                                                | Just Dance 2017    |
| J'Suis Pas Jalouse                       | Andy Raconte                   | 2017 | Dúo        | Fácil      | Moderada   | ♂/♀               | 26 de octubre de 2017                                                              | Just Dance 2018    |
| Sun                                      | DEMO                           | 1999 | Solo       | Normal     | Moderada   | ♀                 | 26 de octubre de 2017                                                              | Just Dance 2018    |
| Error                                    | Natalia Nykiel                 | 2016 | Solo       | Media      | Baja       | ♀                 | 23 de noviembre de 2017                                                            | Just Dance 2018    |
| Feel It Still                            | Portugal. The Man              | 2017 | Solo       | Normal     | Moderada   | ♂                 | 25 de enero de 2018                                                                | Just Dance 2018    |
| Mi Gente                                 | J Balvin feat. Willy William   | 2017 | Trío       | Normal     | Moderada   | ♂/♂/♂             | 22 de febrero de 2018                                                              | Just Dance 2018    |
| Naughty Girl (A) (NS)                    | Beyonce                        | 2004 | Solo       | Fácil      | Mínima     | ♀                 | 12 de abril de 2018                                                                | Just Dance 2018    |
| Sax                                      | Fleur East                     | 2015 | Trío       | Normal     | Intensa    | ♀/♀/♀             | 19 de abril de 2018                                                                | Just Dance 2018    |
| What Lovers Do                           | Maroon 5 feat. SZA             | 2017 | Dúo        | Normal     | Baja       | ♀/♂               | 21 de junio de 2018                                                                | Just Dance 2018    |
| Dame tu Cosita (JD2019)                  | El Chombo feat. Cutty Ranks    | 2018 | Solo       | Fácil      | Moderada   | ♂                 | 26 de julio de 2018                                                                | Just Dance 2018    |
| Dancing Queen (2015R)                    | ABBA                           | 1975 | Trío       | Normal     | Mínima     | ♀/♀/♀             | 23 de agosto de 2018                                                               | Just Dance 2018    |
| No Lie                                   | Sean Paul feat. Dua Lipa       | 2017 | Dúo        | Normal     | Mínima     | ♀/♂               | 20 de septiembre de 2018                                                           | Just Dance 2018    |
| There Is Nothing Better In The World (R) | Bremenskiye Muzykanty          | 1969 | Dance Crew | Fácil      | Baja       | ♂/♂/♂/♂           | 22 de octubre de 2018                                                              | Just Dance 2019    |
| Hala Bel Khamis (ME)                     | Maan Barghouth                 | 2018 | Solo       | Fácil      | Baja       | ♂                 | 22 de octubre de 2018                                                              | Just Dance 2019    |
| On Ne Porte Pas De Sous-Vêtements (F)    | Mcfly & Carlito                | 2018 | Dúo        | Fácil      | Baja       | ♂/♂               | 22 de octubre de 2018                                                              | Just Dance 2019    |
| Done for Me                              | Charlie Puth feat. Kehlani     | 2018 | Dúo        | Normal     | Moderada   | ♀/♂               | 20 de diciembre de 2018                                                            | Just Dance 2019    |
| Swish Swish (AE)                         | Katy Perry feat. Nicki Minaj   | 2017 | Dúo        | Extrema    | Intensa    | ♂/♂               | 17 de enero de 2019                                                                | Just Dance 2019    |
| Medicina                                 | Anitta                         | 2018 | Dance Crew | Normal     | Mínima     | ♂/♀/♂/♀           | 7 de marzo de 2019                                                                 | Just Dance 2019    |
| Medicina (AE)                            | Anitta                         | 2018 | Solo       | Extrema    | Intensa    | ♂                 | 27 de junio de 2019                                                                | Just Dance 2019    |
| Lush Life                                | Zara Larsson                   | 2015 | Solo       | Fácil      | Baja       | ♀                 | 14 de marzo de 2019                                                                | Just Dance 2019    |
| Criminal                                 | Natti Natasha, Ozuna           | 2017 | Dúo        | Fácil      | Baja       | ♀/♂               | 21 de marzo de 2019                                                                | Just Dance 2019    |
| Jump                                     | Major Lazer feat. Busy Signal  | 2018 | Dúo        | Normal     | Intensa    | ♂/♀               | 4 de julio de 2019                                                                 | Just Dance 2019    |
| Peanut Butter Jelly                      | Galantis                       | 2015 | Trio       | Normal     | Moderada   | ♀/♂/♀             | 11 de julio de 2019                                                                | Just Dance 2019    |
| 7 Rings (L) (JD2020)                     | Ariana Grande                  | 2019 | Trio       | Normal     | Moderada   | ♀/♀/♀             | 16 de octubre de 2019                                                              | Just Dance 2019    |
| You Don't Know Me                        | Jax Jones feat. Raye           | 2016 | Solo       | Fácil      | Baja       | ♀                 | 24 de octubre de 2019                                                              | Just Dance 2019    |
| Boys                                     | Lizzo                          | 2019 | Solo       | Fácil      | Baja       | ♂                 | 31 de octubre de 2019                                                              | Just Dance 2019    |
| Mayores                                  | Becky G, Bad Bunny             | 2017 | Solo       | Normal     | Baja       | ♀                 | 7 de noviembre de 2019                                                             | Just Dance 2019    |

| Canción                    | Artista                         | Año  | Modo | Dificultad | Intensidad | Bailarín(a/es/as) | Fecha estreno                                                              |
| -------------------------- | ------------------------------- | ---- | ---- | ---------- | ---------- | ----------------- | -------------------------------------------------------------------------- |
| DjaDja (F)                 | Aya Nakamura                    | 2018 | Solo | Fácil      | Baja       | ♀                 | 5 de noviembre de 2019 (Francia) 5 de diciembre de 2019 (Resto del Mundo)  |
| Spinning (Кружит) (R)      | Monatik                         | 2016 | Dúo  | Normal     | Moderada   | ♀/♂               | 5 de noviembre de 2019 (Rusia) 23 de diciembre de 2019 (Resto del Mundo)   |
| 10.000 luchtballonnen (BL) | K3                              | 2015 | Trío | Fácil      | Baja       | ♀/♀/♀             | 5 de noviembre de 2019 (Benelux) 23 de diciembre de 2019 (Resto del Mundo) |
| Panini                     | Lil Nas X                       | 2019 | Solo | Normal     | Baja       | ♂                 | 19 de diciembre de 2019                                                    |
| Sucker                     | Jonas Brothers                  | 2019 | Dúo  | Fácil      | Baja       | ♀/♂               | 16 de enero de 2020                                                        |
| Don't Call Me Up           | Mabel                           | 2019 | Solo | Normal     | Baja       | ♀                 | 23 de enero de 2020                                                        |
| 1999                       | Charli XCX & Troye Sivan        | 2018 | Dúo  | Normal     | Moderada   | ♀/♂               | 30 de enero de 2020                                                        |
| Woman Like Me              | Little Mix & Nicki Minaj        | 2018 | Trio | Fácil      | Baja       | ♀/♀/♀             | 14 de mayo de 2020                                                         |
| X                          | Nicky Jam & J Balvin            | 2018 | Dúo  | Normal     | Moderada   | ♂/♂               | 20 de mayo de 2020                                                         |
| Boys (A)                   | Lizzo                           | 2018 | Solo | Difícil    | Moderada   | ♂                 | 28 de mayo de 2020                                                         |
| New World (AE)             | Krewella & Yellow Claw ft. VaVa | 2017 | Solo | Extrema    | Intensa    | ♂                 | 9 de julio de 2020                                                         |
| Hype                       | Dizzee Rascal & Calvin Harris   | 2016 | Solo | Difícil    | Intensa    | ♂                 | 23 de julio de 2020                                                        |
| La Respuesta               | Becky G & Maluma                | 2019 | Duo  | Fácil      | Baja       | ♀/♂               | 30 de julio de 2020                                                        |
| Crayon                     | G-Dragon                        | 2012 | Solo | Normal     | Moderada   | ♂                 | 6 de agosto de 2020                                                        |
| White Noise                | Disclosure ft. AlunaGeorge      | 2013 | Solo | Normal     | Baja       | ♂                 | 13 de agosto de 2020                                                       |

- Una "(A)" indica que la canción es una versión alternativa de la original.
- Un "(NS)" indica que la canción es exclusiva para la consola Nintendo Switch.
- Un "(JD2019)" indica que la canción fue anunciada en el juego Just Dance 2019.
- Un "(JD2020)" indica que la canción fue anunciada en el juego Just Dance 2020.
- Un "(2015R)" indica que la canción fue originalmente planeada para el Just Dance 2015, pero fue eliminada del juego.
- Una "(R)" indica que la canción está en el listado principal en Rusia.
- Una "(ME)" indica que la canción está en el listado principal en Medio Oriente.
- Una "(F)" indica que la canción está en el listado principal en Francia.
- Una "(BL)" indica que la canción está en el listado principal en Benelux.
- Una "(AE)" indica que la canción es la versión alternativa extrema de la original.
- Una "(L)" indica que la canción estuvo disponible por tiempo limitado.